# Lara Croft
Lara Croft je izmišljen lik in glavna junakinja franšize videoiger Tomb Raider. Predstavljena je kot zelo inteligentna in atletska angleška arheologinja, ki se podaja v starodavne grobnice in nevarne ruševine po vsem svetu. Lik, ki ga je ustvarila ekipa britanskega razvijalca Core Design, v kateri je bil tudi Toby Gard, se je prvič pojavil v videoigri Tomb Raider leta 1996.
Podjetje Core Design je poskrbelo za začetni razvoj lika in serije. Gard je po navdihu močnih ženskih ikon zasnoval Laro Croft, da bi preprečil stereotipne ženske like. Podjetje je lik spremenilo za naslednje igre, ki so vključevale grafične izboljšave in dodatke za igranje. Ameriški razvijalec Crystal Dynamics je serijo prevzel po tem, ko je bilo nadaljevanje Tomb Raider: The Angel of Darkness iz leta 2003 slabo sprejeto. Novi razvijalec je ponovno zagnal lik ter serijo videoiger. Podjetje je spremenilo njene telesne mere in ji omogočilo dodatne načine interakcije z igralnimi okolji. V seriji videoiger je Croftovi glas posodilo šest igralk: Shelley Blond (1996), Judith Gibbins (1997-98), Jonell Elliott (1999-2003), Keeley Hawes (2006-14), Camilla Luddington (2013-danes) in Abigail Stahlschmidt (2015).
Lara Croft se je pojavila tudi v dodatkih k videoigram, tiskanih priredbah, seriji kratkih animiranih filmov, celovečernih filmih in prodajnih artiklih, povezanih s serijo. Promocija lika vključuje blagovno znamko oblačil in dodatkov, akcijskih figuric in manekenskih upodobitev. Pridobila je licenco za promocijo tretjih oseb, vključno s televizijskimi in tiskanimi oglasi, glasbenimi nastopi in kot model za stike z javnostjo.
Kritiki menijo, da je Lara Croft pomemben igralski lik v popularni kulturi. Je lastnica šestih Guinnessovih rekordov, ima veliko oboževalcev in je med prvimi liki iz videoiger, ki so bili uspešno preneseni v film. Lara Croft velja tudi za seks simbol in je ena prvih v industriji, ki je dosegla splošno pozornost. Vpliv lika v industriji je med kritiki sporen; mnenja se gibljejo od pozitivnega dejavnika sprememb v videoigrah do negativnega vzornika za mlada dekleta.